# Karl Jonsson (skådespelare)
Karl Ferdinand Jonsson, född 8 augusti 1891 i Jakobs församling i Stockholm, död 14 december 1981 i Katarina församling på samma ort, var en svensk kamrer, inspicient och skådespelare.
Han anställdes 1927 som ateljékamrer vid Svensk Filmindustri och medverkade dessutom i ett 20-tal filmer i mindre roller. Debuten skedde 1919 i Mauritz Stillers Sången om den eldröda blomman. Jonsson är gravsatt på Skogskyrkogården i Stockholm.

## Filmografi
Roller
- 1919 – Sången om den eldröda blomman
- 1923 – Andersson, Pettersson och Lundström
- 1925 – Karl XII del II
- 1925 – Styrman Karlssons flammor
- 1927 – Spökbaronen
- 1927 – Hin och smålänningen
- 1928 – Svarte Rudolf
- 1929 – Gustaf Wasa del I
- 1929 – Konstgjorda Svensson
- 1930 – Kronans kavaljerer
- 1931 – Röda dagen
- 1931 – Brokiga Blad
- 1932 – Hans livs match
- 1934 – Uppsagd
- 1956 – Sjunde himlen
- 1958 – Jazzgossen
- 1959 – Brott i Paradiset
- 1959 – Bara en kypare
- 1964 – Svenska bilder

Inspicient
- 1929 – Konstgjorda Svensson
- 1930 – Kronans kavaljerer
- 1931 – Röda dagen
- 1931 – Brokiga Blad